# Mikołaj Radziwiłł Rudy
Mikołaj Radziwiłł Rudy herbu Trąby (ur. w 1512, zm. 27 kwietnia 1584 w Wilnie) – hetman wielki litewski w latach 1553–1566 i 1576–1584, kanclerz wielki litewski od 1566, wojewoda trocki (od 1550) i wileński (od 1566).

## Życiorys
Był synem Jerzego, bratem królowej Polski Barbary Radziwiłłówny i bratem stryjecznym kanclerza wielkiego litewskiego Mikołaja Radziwiłła Czarnego. W 1547 otrzymał od cesarza Karola V tytuł księcia na Birżach i Dubinkach, potwierdzony w 1549 przez króla Zygmunta II Augusta. Odebrał staranne wykształcenie za granicą.
W 1564 przeszedł na kalwinizm i stał się przywódcą ruchu różnowierczego w Wielkim Księstwie Litewskim, zakładał zbory, sprowadzał z zagranicy uczonych protestanckich i założył w Birżach wyższą szkołę dla młodzieży kalwińskiej.
Był wybitnym dowódcą wojskowym. Od 1561 walczył w czasie wojen inflanckich. Podczas wojny z Moskwą, w 1562 roku zdobył i spalił Wieliż. 26 stycznia 1564 wraz z hetmanem polnym litewskim Grzegorzem Chodkiewiczem odniósł nad Rosjanami świetne zwycięstwo w bitwie pod Czaśnikami. W 1578 pokonał Rosjan w bitwie pod Wenden. W czasie kampanii moskiewskiej króla Stefana Batorego zwyciężył w bitwie pod Wielkimi Łukami i przeprowadził udane oblężenie Pskowa.
Na sejmie bielskim 1564 roku był świadkiem wydania przywileju bielskiego przez króla Zygmunta II Augusta. W 1569 był przeciwnikiem zawarcia unii lubelskiej. Po śmierci Zygmunta Augusta, w 1572 był faktycznym rządcą Litwy. W 1573 roku potwierdził elekcję Henryka III Walezego na króla Polski. Wraz ze swoim bratem Mikołajem Radziwiłem zwanym Czarnym działał na rzecz politycznych wpływów stronnictwa habsburskiego w Rzeczypospolitej. Po ucieczce Henryka Walezego popierał kandydaturę arcyksięcia Ernesta Habsburga przeciw księciu Siedmiogrodu Stefanowi Batoremu. W 1575 roku w czasie wolnej elekcji głosował na cesarza Maksymiliana II Habsburga.

## Pogrzeb

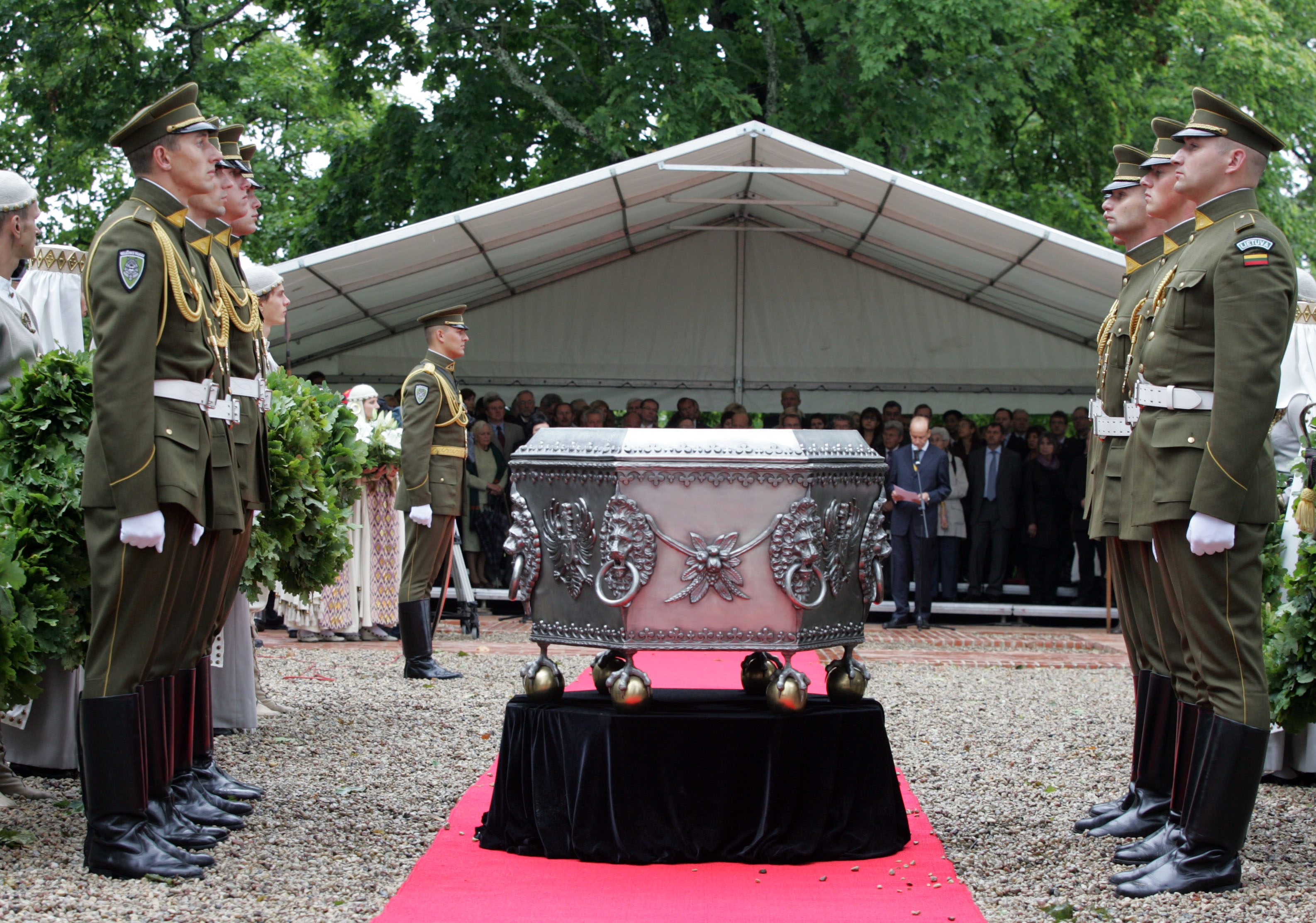
Pogrzeb Mikołaja Radziwiłła w 2009 r.

W 2004 roku w pozostałościach zboru kalwińskiego w Dubinkach znaleziono szczątki, które zidentyfikowano jako należące do Mikołaja Radziwiłła Rudego i jego krewnych (w tym Mikołaja Czarnego). 5 września 2009 roku odbył się ich powtórny uroczysty pogrzeb. Z przeprowadzonych badań Y-DNA wynika, że Mikołaj Radziwiłł Rudy należał do haplogrupy R1a.